# Nechung Rinpoché
Nechung Rinpoché (1917 - 31 août 1982) est un lama nyingma important du monastère de Nechung.

## Son prédécesseur
En 1880, Orgyen Trinlé Chöphel, un grand maître du monastère de Mindroling s'installe au monastère de Nechung. En 1891, à la demande de l'oracle de Nechung, avec l'accord du gouvernement tibétain, il se rend dans le Kham y chercher une représentation de Padmasambhava, un terma découvert par Terton Sogyal et detenu par Dzongar Khyentsé Rinpoché. L'ayant apporté à Lhassa, elle fut exposée au Jokhang. Il rapporte également l'enseignement de la pratique d'un Gourou Yoga associé qui rejoint les rituels du monastère de Nechung.

## Réincarnation d'un ministre de Trisong Détsen
Nechung Rinpoché est considéré comme la réincarnation de Könchog Jungné, ministre de Trisong Detsen et un des 25 disciples de Padmasambhava. Könchog Jungné eu également comme réincarnation le tertön Ratna Lingpa.

## Biographie
Thubten Könchog, né en 1917, fut reconnu comme réincarnation de Nechung Rinpoché en 1918 par le 13e dalaï-lama. Formé au monastère de Mindroling, il séjournait régulièrement à Nechung.
Il fut professeur à l'institut des minorités nationales de Pékin où il enseigna le tibétain de 1956 à 1959. De retour à Lhassa à l'époque du soulèvement tibétain de 1959, il fut emprisonné quelques mois. 

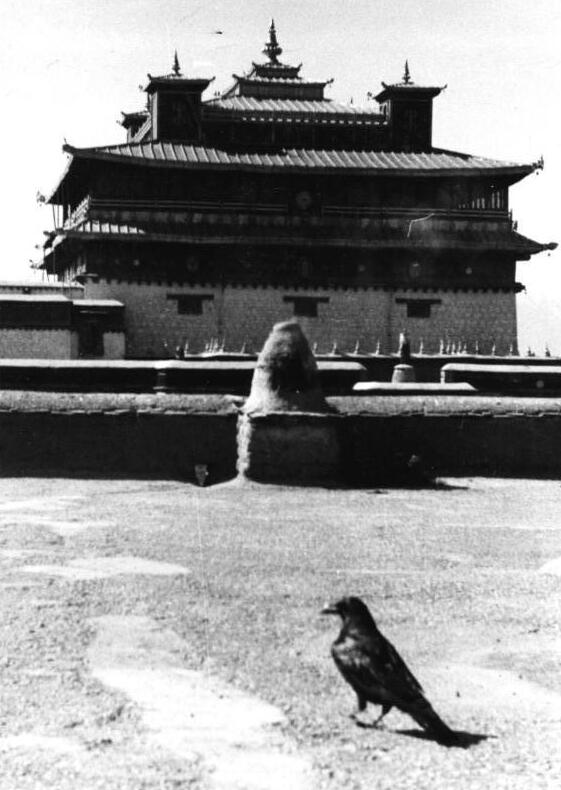
Grand Corbeau tibétain

En 1962, il s'enfuit du Tibet avec le Sébag Mugchung, le masque de Dorjé Dragden. Ce masque, conservé sous scellés, est présenté au dalaï-lama lors de la cérémonie d'intronisation. En 1962, Nechung Rinpoché gagna le monastère de Nechung où, à la faveur d'une absence de surveillance, il emporta le masque dans un panier à son domicile. Dès ce jour, un Grand Corbeau tibétain se percha sur son toit, et suivit Nechung Rinpoché et un tulkou de Drépung lors de leur fuite vers le Bhoutan, leur indiquant parfois la piste. Ils gagnent Siliguri et sont conduits à Dharamsala où ils sont logés au cottage de Glenmoor sur le toit duquel le corbeau se perche à nouveau. Abîmé par le voyage, il est nourri par les Tibétains. Après qu'ils eurent remis le masque de Nechung au 14e dalaï-lama, personne ne revit le corbeau.
En Inde, il fut enseignant de grammaire tibétaine et de littérature tibétaine au Ladakh Buddhist Institut de Delhi, rejoignant Nechung l'été. Proche de Thubten Ngodup, il demanda que ce dernier, alors moine, visite le grand salon du commerce asiatique à Delhi en 1972 pour lui permettre de mieux connaître le monde. Il lui transmit la pratique des divinités protectrices Tséring Che-nga. En 1973, à la demande de deux disciples américains, il fonda le Nechung Dorjé Drayang Ling à Wood Valley à Hawaï où il s'installa, restant en contact épistolaire avec son disciple. Il est mort le 31 août 1982.

## Réincarnation
Sa réincarnation a été trouvée au Tibet en 1992. Il rejoint l'Inde peu après.